# Colligny-Maizery
Colligny-Maizery est, à partir du 1er juin 2016, une commune nouvelle française située dans le département de la Moselle en région Grand Est.

## Géographie
La commune nouvelle regroupe les communes de Colligny et de Maizery le 1er juin 2016. Son chef-lieu se situe à Colligny.
| Ogy-Montoy-Flanville | Retonfey         | Silly-sur-Nied |
| Marsilly             | Colligny-Maizery |                |
|                      | Laquenexy        | Pange          |

### Localisation
Les villages de Colligny et Maizery se trouvent à l'est de Metz.

#### Colligny
Le village de Colligny est relié à Metz par la D4. C'est une petite localité rurale proche de Metz-Technopôle. La mairie se trouve dans ce village, rue Principale. Colligny a la particularité, rarissime en France, de n'avoir ni église ni cimetière.

#### Maizery
Maizery constitue la seconde agglomération. C'est un petit village d'à peine 200 habitants situé entre Metz et Courcelles-Chaussy. Cette petite localité rurale est à l'origine un village-rue typiquement lorrain. Au beau milieu du village se trouve la place du Château et la mairie. Un garage automobile se trouve à l'entrée du village en revenant de la localité voisine de Silly-sur-Nied. Maizery n'a pas d'église (début 2017, la commune est réputée "sans clocher"). Cependant, le village en a possédé une qui fut détruite, mais elle ne fut jamais reconstruite. Sa cloche est encore aujourd'hui conservée à la mairie.

### Hydrographie
La commune est située dans le bassin versant du Rhin au sein du bassin Rhin-Meuse. Elle est drainée par le ruisseau de la Fontaine, le ruisseau de la Fontaine et le ruisseau de l'Étang de Pange.

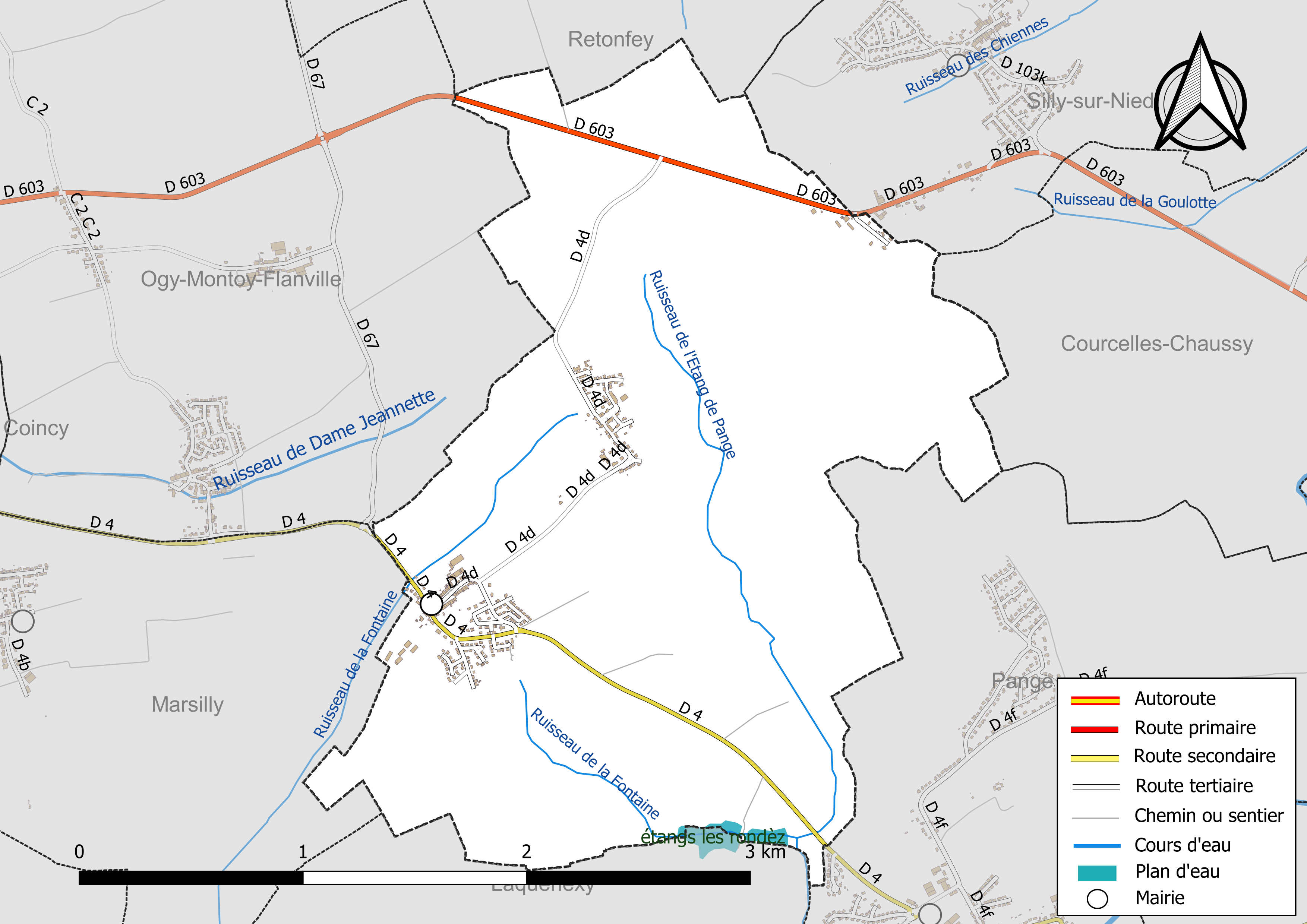
Réseaux hydrographique et routier de Colligny-Maizery.

### Climat
Pour des articles plus généraux, voir Climat du Grand Est et Climat de la Moselle.
En 2010, le climat de la commune est de type climat des marges montargnardes, selon une étude du Centre national de la recherche scientifique s'appuyant sur une série de données couvrant la période 1971-2000. En 2020, Météo-France publie une typologie des climats de la France métropolitaine dans laquelle la commune est exposée à un climat semi-continental et est dans la région climatique Lorraine, plateau de Langres, Morvan, caractérisée par un hiver rude (1,5 °C), des vents modérés et des brouillards fréquents en automne et hiver.
Pour la période 1971-2000, la température annuelle moyenne est de 9,5 °C, avec une amplitude thermique annuelle de 16,7 °C. Le cumul annuel moyen de précipitations est de 821 mm, avec 12,2 jours de précipitations en janvier et 9,2 jours en juillet. Pour la période 1991-2020, la température moyenne annuelle observée sur la station météorologique de Météo-France la plus proche, « Metz-Frescaty », sur la commune d'Augny à 15 km à vol d'oiseau, est de 11,1 °C et le cumul annuel moyen de précipitations est de 713,5 mm. 
La température maximale relevée sur cette station est de 39,7 °C, atteinte le 25 juillet 2019 ; la température minimale est de −23,2 °C, atteinte le 17 février 1956,,.
Les paramètres climatiques de la commune ont été estimés pour le milieu du siècle (2041-2070) selon différents scénarios d'émission de gaz à effet de serre à partir des nouvelles projections climatiques de référence DRIAS-2020. Ils sont consultables sur un site dédié publié par Météo-France en novembre 2022.

## Urbanisme

### Typologie
Au 1er janvier 2024, Colligny-Maizery est catégorisée commune rurale à habitat dispersé, selon la nouvelle grille communale de densité à sept niveaux définie par l'Insee en 2022.
Elle est située hors unité urbaine. Par ailleurs la commune fait partie de l'aire d'attraction de Metz, dont elle est une commune de la couronne,. Cette aire, qui regroupe 245 communes, est catégorisée dans les aires de 200 000 à moins de 700 000 habitants,.

## Toponymie

### Colligny
Colligny est mentionnée en 977 dans les archives sous le nom de Collini, Collau ; en 993 Colini; en 1292 Colinei. La similitude des formes anciennes avec celle d'un autre Coligny (Marne) (Colegni vers 1252) incite Albert Dauzat et Charles Rostaing à proposer l'archétype gallo-roman *Colliniacum, basé sur le nom de personne gallo-romain Collinius, curieusement graphié avec deux L, suivi du suffixe -acum (< -āko-). En effet, les formes anciennes, comme les autres Coligny, n'impliquent pas nécessairement le redoublement du L. On trouve pourtant la variante [?] Colinius semble-t-il. En outre, ils le mettent en parallèle avec Colognac (Colonhiacum 1384) et Coligny (Ain) (Coloniacum 974) qu'ils attribuent au nom de personne Colonius. Le passage de /o/ à /i/ fait difficulté. On peut penser que ce nom de personne est un Deckname pour le celtique *kolino, houx (vieux breton colaenn, breton kelenn ; gallois celyn ;  irlandais cuileann, houx). Colligny s'interprèterait alors comme un *kolin-iāko- pour Pierre-Yves Lambert, équivalent des Kelennec (cf. Quelneuc) Bretons, Clynnog Gallois et Cuilneach Irlandais, et signifierait donc houssaie « endroit planté de houx ».
Durant l’annexion, le nom allemand du village demeure Colligny (1916-1918), puis Kollingen (1940-1944). En lorrain Coïni.

### Maizery
- Maiserei/Maiseri (1252), Mayzericq (1252), Maixerey (1404), Mezeris (XVIIe siècle), Meziéry (XVIIe siècle), Meseci (1606), Mazery (1610), Mezery (1756), Macheringen (1915–1918 et 1940–1944).

## Histoire

### Colligny
Les premières traces d’habitation du village datent de l’époque gallo-romaine : une villa gallo-romaine a été mise au jour lors de la réfection de la route départementale 4. D’autres fouilles sont en cours au niveau de la construction du lotissement Le Domaine de Pange. Les archéologues y ont mis au jour les fondations d’un bâtiment agricole du Ier siècle.
Le village fait partie d’une enclave du duché de Lorraine dans les terres de l’évêché de Metz. Il fait partie du Pays messin.
En 1792, sous le nouveau gouvernement révolutionnaire, Colligny obtient le statut de commune à part entière.
En 1844, le village compte 207 habitants pour 38 maisons. L’école est fréquentée par 36 garçons et 16 filles. Les revenus de l'instituteur sont de 360 fr. Le village possède 364 ha de territoires productifs dont 45 en bois et 2 en friches.
De cette commune sont issues les lignées seigneuriales Maclot, Balbo et Thomas de Colligny.
La commune fut rattachée au canton de Pange le 21 novembre 1801 (29 vendémiaire de l’an X), elle appartenait auparavant au canton de d’Ars-Laquenexy.
En août 1840, la commune entreprend la construction d’une fontaine, d’un gué à chevaux et d’un lavoir couvert.
L’école de Colligny fut ouverte en 1845, les plans de l’école furent dessinés par l’instituteur de l’époque M. Faulin.
État économique du village en 1860 : on compte à cette époque deux marchands de bois, onze coquetiers, six tisserands, deux menuisiers, un maréchal-ferrant, un tonnelier, un charron, deux maçons et deux épiciers.
Lors de la guerre de 1870, Colligny fut le siège de deux postes de secours prussiens durant la bataille de Borny-Colombey.
Juin 1914, arrivée du téléphone à Colligny.
En 1940, les expulsés de Colligny trouvèrent refuge en Dordogne dans le village de Neuvic.
Une exposition retraçant la vie de la commune en photos est prévue pour 2010.

### Maizery
Dépendait du Pays messin (Haut-Chemin).

## Politique et administration
| Nom              | Code Insee | Intercommunalité    | Superficie (km2) | Population (dernière pop. légale) | Densité (hab./km2) |
| ---------------- | ---------- | ------------------- | ---------------- | --------------------------------- | ------------------ |
| Colligny (siège) | 57148      | CC du Pays de Pange | 3,61             | 387 (2014)                        | 107                |
| Maizery          | 57432      | CC du Pays de Pange | 3,16             | 195 (2014)                        | 62                 |

### Liste des maires
| Période     | Période  | Identité           | Étiquette | Qualité |
| ----------- | -------- | ------------------ | --------- | ------- |
| 8 juin 2016 | En cours | Francine Konieczny |           |         |

## Population et société

### Démographie
L'évolution du nombre d'habitants est connue à travers les recensements de la population effectués dans la commune depuis sa création.

En 2022, la commune comptait 564 habitants, en évolution de −2,59 % par rapport à 2016 (Moselle : +0,52 %, France hors Mayotte : +2,11 %).
| 2018 | 2022 |
| ---- | ---- |
| 575  | 564  |

## Économie
Il y a un restaurant et une pizzeria à Colligny. L'hôtel-restaurant L'Auberge du Gros se trouve dans le lieu-dit Landremont, à Silly-sur-Nied, village voisin de Maizery.

## Culture locale et patrimoine
Il n'y a pas d'église, ni à Colligny ni à Maizery. Les paroissiens se rendent dans les églises des villages voisins de Pange, Ogy ou Silly-sur-Nied.